# Glyptogeotrupes impressus
Glyptogeotrupes impressus är en skalbaggsart som beskrevs av Friedrich-August von Gebler 1841. Glyptogeotrupes impressus ingår i släktet Glyptogeotrupes och familjen tordyvlar. Inga underarter finns listade i Catalogue of Life.